# 남궁요설
남궁요설(南宮堯卨, 1919년 ~ 2013년)은 대한민국의 베이스 연주자이다. 평양에서 태어났으며, 도쿄음악학원을 졸업하였다. 상하이 교향악단, 고려교향악단 매니저를 역임하였다. 1930년에 일본 마이니치 신문이 주최한 전 일본 음악 콩쿠르에서 2위로 입상하였다. 그는 보기 드문 베이스로 독일 가곡을 전문적으로 담당하였다.